# Actinote dicaeus
Actinote dicaeus är en fjärilsart som beskrevs av Pierre André Latreille 1811. Actinote dicaeus ingår i släktet Actinote och familjen praktfjärilar. Inga underarter finns listade i Catalogue of Life.